# JL-2

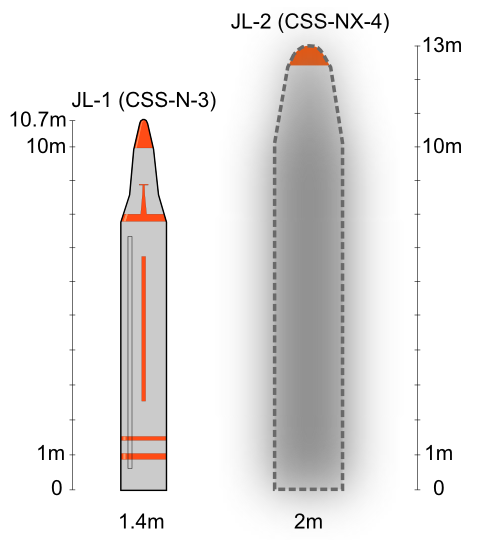
JL-2

JL-2은 중국의 잠수함 발사형 대륙간 탄도 미사일(SLBM)이다. 사거리 8000 km, 10발의 MIRV 핵탄두를 장착했으며, 진급 잠수함에 12발이 탑재될 계획이다. 지상발사형 DF-31을 잠수함 발사형 JL-2으로 개조하는 작업이 진행 중이다. DF-31은 2010년 현재 중국의 최신형 ICBM이다. 차기 ICBM으로 DF-41을 개발중이다.
2009년 중국은 디젤 잠수함인 골프급 잠수함에서 JL-2를 시험발사했으나 실패했다. 수중에서 발사했는데 수면을 벗어난 직후 점화가 안 되어 물속에 있던 발사 잠수함 위로 떨어졌으며, 미사일을 맞은 골프급 잠수함은 침몰할 뻔 했다.

## 파생형
JL-2CSS-N-4 Mod 0, 3단 고체연료, 사거리 8000 km, 무게 40-45톤, 탄두 MIRV 3발
JL-2ACSS-NX-4 Mod I, 3단 고체연료, 사거리 10500 km, 무게 40-45톤, 탄두 MIRV 5발
JL-2BCSS-NX-4 Mod II, 3단 고체연료, 사거리 14000 km, 무게 45톤, 탄두 1발, 300 kt 핵탄두

## 같이 보기
- 진급 잠수함
- JL-1
- DF-31
- 트라이던트 II - 미국과 영국의 주력 SLBM
- JL-2 - 중국판 트라이던트 II 미사일
- R-29RMU - 러시아판 트라이던트 II 미사일